# Golden Arrow (automóvil)
El Golden Arrow (Flecha Dorada en español) fue un vehículo diseñado para batir el récord de velocidad en tierra. Construido en Gran Bretaña, superó el récord cuando Henry Segrave lo pilotó a 231.45 mph (372.46 km/h) en Daytona Beach, mejorando la plusmarca anterior en 24 mph (39 km/h).

## El coche
El vehículo fue construido para el mayor Henry Segrave, excorredor de Sunbeam. Su objetivo era batir el récord que había establecido el estadounidense Ray Keech. El Golden Arrow fue uno de los primeros prototipos de velocidad terrestre con perfil aerodinámico, con un frontal puntiagudo y una cubierta ajustada. Estaba equipado con un motor aeronáutico W12 Napier Lion VIIA de 23.9 litros,
especialmente preparado por Napier & Son. Este motor había sido diseñado para el avión Supermarine que compitió en el Trofeo Schneider, y rendía 925 CV (690 kW) a 3300 rpm.
El automóvil fue concebido por el Capitán Jack Irving (1880-1953), un exingeniero de Sunbeam diseñador de motores aeronáuticos y gerente del departamento de competición. Disponía de unas cámaras de hielo en los laterales, a través de las que circulaba el líquido refrigerante, y estaba equipado con una mira telescópica en la carlinga para orientar el coche y evitar que se desviara diagonalmente. Los hermanos Rootes, amigos de Segrave e Irving, proporcionaron los paneles de aluminio individuales de la carrocería, diseñada por Irving y construida por Thrupp and Maberly.

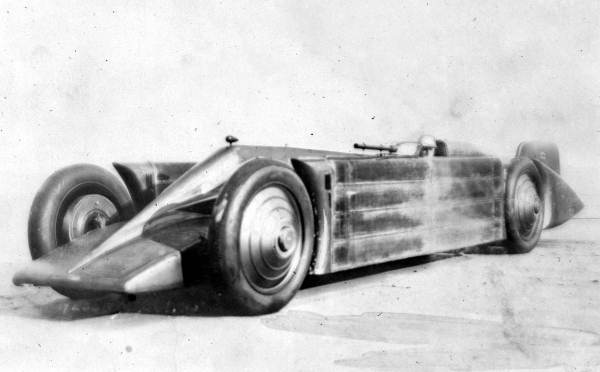
El Golden Arrow en 1929.

En marzo de 1929, Segrave fue a Daytona, y después de una única prueba, el 11 de marzo, frente a 120.000 espectadores, estableció un nuevo récord de la milla lanzada con un registro de 231.45 mph (372.46 km/h), superando fácilmente la antigua marca de velocidad establecida por Keech, de 207.55 mph (334.00 km/h). Dos días después, también en Daytona, el White Triplex del piloto Lee Bible se estrelló, matando tanto a Bible como a un fotógrafo.
La pista de Daytona Beach se cerró, y Segrave no pudo realizar más carreras para alcanzar velocidades todavía más altas como estaba previsto. Segrave moriría al año siguiente, mientras configuraba una motora para batir el récord de velocidad náutico. El Golden Arrow nunca corrió de nuevo.

### Irving
Las informaciones contemporáneas se refieren al automóvil como el Golden Arrow de Irving-Napier. Irving había abandonado la Sunbeam, y sus nuevos patronos, Humfrey-Sandberg, le concedieron permiso para usar parte de su tiempo en el diseño y la construcción del Golden Arrow para el expiloto de Sunbeam Henry Segrave. 
El Golden Arrow fue, como declaró Segrave, muy dócil en comparación con otros automóviles de su tipo. Después de la primera prueba, cuando comprobó que no era necesario usar gafas de protección a 182 millas por hora (292,9 km/h), lo condujo sobre unos tablones para sacarlo de la playa, y regresó a su garaje por la calle principal de Daytona.

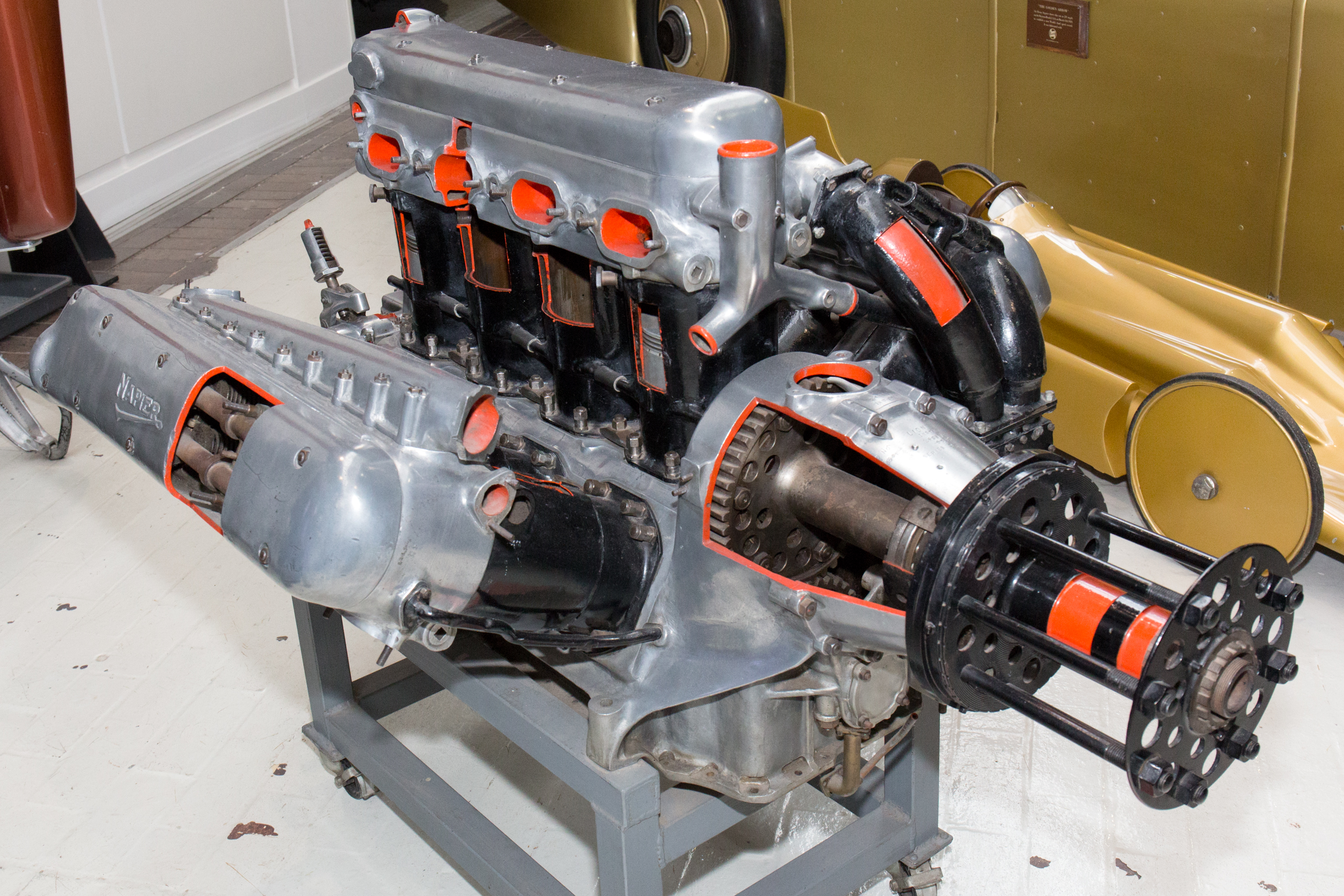
Sección de un motor Napier Lion II

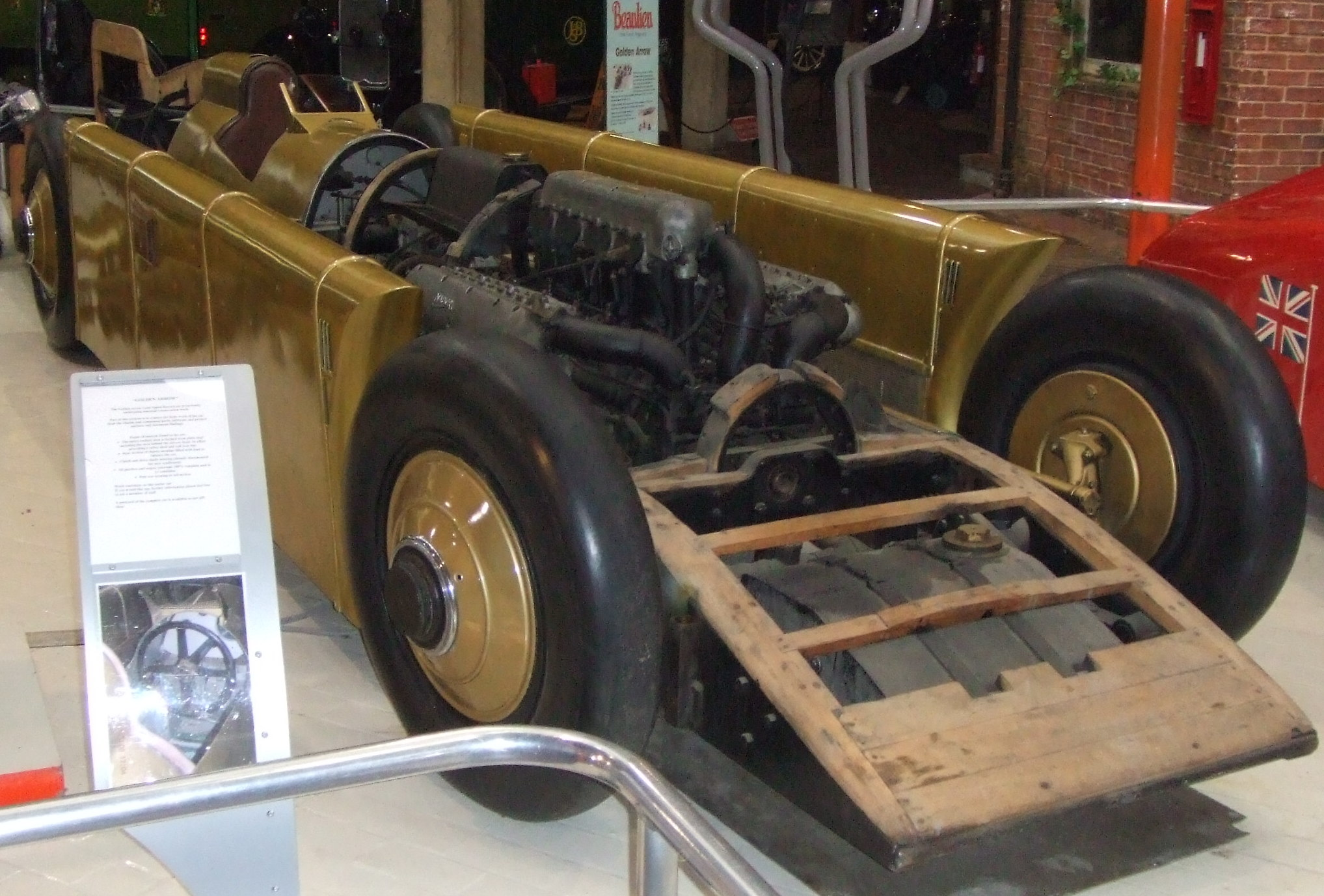
El coche con los carenados del motor abiertos

Los patrocinadores exigieron que se utilizara un motor británico, y se eligió a Napier. Los neumáticos Dunlop no ofrecían garantías de seguridad por encima de 250 millas por hora (402,3 km/h), por lo que el objetivo de alcanzar 274 millas por hora (441 km/h) se suspendió. Para minimizar el área frontal, Irving basó la forma de la nariz en el fuselaje del Supermarine S.5 de carreras. Los carenados principales frente a las ruedas delanteras no añadieron ninguna mejora útil y se eliminaron. Se llegó a un mínimo para el tamaño de la cabina, condicionado porque tenía que ser lo suficientemente grande como para alojar un volante de dieciséis pulgadas, necesario para manejar la dirección eficazmente. Al final, se adoptó una gran aleta caudal a pesar de las posibles ráfagas de viento laterales, ubicaba sobre el centro de gravedad a una pulgada respecto al centro de presión. La forma de toda la carcasa estaba pensada para ejercer una presión de aire hacia abajo, con el objeto de mantener las ruedas motrices pegadas al suelo y contribuir a la estabilidad del vehículo, pero se agregó un lastre de plomo adicional de 260 libras (117,9 kg) en la cola. Los ejes de propulsión gemelos se diseñaron con carcasas muy fuertes para el caso de que se rompieran a alta velocidad. El eje no recibió diferencial. Por entonces, el Golden Arrow era un vehículo muy notable entre los coches de récord de velocidad, por equipar frenos en las cuatro ruedas. La suspensión estaba formada exclusivamente por ballestas semielípticas, con un recorrido limitado a solo 1¼ pulgadas en la parte delantera y 1¾ en el eje trasero. El auto fue construido en los tallelleres de Kenelm Lee Guinness de Kingston Hill.
Segrave descubrió que no podía usar toda la apertura del acelerador hasta más allá de las 2400 rpm o, en la marcha inferior, hasta que el automóvil superara las 55 millas por hora (88,5 km/h). El motor funcionó sin fallos, y el enfriamiento adicional con hielo resultó ser innecesario. Segrave hizo solo las dos carreras. Incluyendo esa primera prueba de funcionamiento, es dudoso que el automóvil haya viajado más allá de 40 millas (64 km) en toda su vida.
Irving recibió ayuda del dibujante en jefe W. U. Snell; de su hermano, que fue cedido por Alvis para supervisar la construcción del automóvil; y de su hija, que se ocupó de todo el trabajo administrativo y de seguimiento.
El motor no puede volver a funcionar porque los bloques de cilindros no se inhibieron correctamente y ahora son demasiado porosos. Wakefield/Castrol presentó el automóvil al Museo Nacional del Motor en Beaulieu en 1958.

### Patrocinadores
- Sir Charles Wakefield (Castrol)[6]
- O. J. S. Piper, por el Cemento Portland "Red Triangle" (Fabricantes de Cemento Portland Asociados)[4][5]
- H O D Segrave (el piloto)[6]

### Proveedores
- Motor - Napier & Son, Acton
- Carrocería - Thrupp & Maberly, hermanos Rootes
- Montaje - Robinhood Engineering Works, Newlands, Putney Vale
- Bujías - KLG
- Dirección - Marles
- Bastidor del chasis - John Thompson (Wolverhampton)
- Amortiguadores - T B Andre, Londres
- Rodamientos de bolas - Ransome & Marles
- Eje de transmisión - Hardy Spicer
- Caja de cambios - Gillett Stephen and Co, Bookham
- Operación de frenos - Clayton Dewandre, Lincoln
- Radiadores - Gloucester Aircraft
- Aceros especiales - Vickers-Armstrong
- Combustible - BP
- Aceite - C. C. Wakefield & Co[6]